# Championnat de Malte de football 2008-2009
Navigation
Saison précédente Saison suivante
La saison 2008-2009 de Premier League Maltaise était la quatre-vingt-quatorzième édition de la première division maltaise.
Lors de cette saison, le Valletta FC a tenté de conserver son titre de champion face aux neuf meilleurs clubs maltais lors d'une série de matchs se déroulant sur toute l'année.
Les dix clubs participants à la première phase de championnat ont été confrontés à deux reprises aux neuf autres. Les six premiers se sont ensuite affronté deux fois de plus pour se disputer la victoire finale et les quatre derniers pour éviter la relégation.
Malgré la disparition de la Coupe Intertoto, trois places du championnat étaient encore qualificatives pour les compétitions européennes, la quatrième place étant celle du vainqueur du Trophée Rothman 2008-2009.

## Qualifications en coupe d'Europe
À l'issue de la saison, le champion s'est qualifié pour le 1er tour de qualification des champions de la Ligue des champions 2009-2010.
Alors que le vainqueur du Trophée Rothman a pris la première place en Ligue Europa 2009-2010, les deux autres places en Ligue Europa sont revenues au deuxième et au troisième du championnat.

## Les 10 clubs participants
| Club                | Stade             | Capacité | Ville      |
| ------------------- | ----------------- | -------- | ---------- |
| Birkirkara FC       | Infetti Ground    | 2 000    | Birkirkara |
| Floriana FC         | -                 | -        | Floriana   |
| Hamrun Spartans     | Victor Tedesco    | 6 000    | Hamrun     |
| Valletta FC         | -                 | -        | La Valette |
| Marsaxlokk FC       | -                 | -        | Marsaxlokk |
| Msida Saint-Joseph  | -                 | -        | Msida      |
| Paola Hibernians FC | Hibernians Ground | 8 000    | Paola      |
| Sliema Wanderers FC | Guze Fava Ground  | 4 000    | Sliema     |
| Qormi FC            | -                 | -        | Qormi      |
| Tarxien Rainbows FC | -                 | -        | Tarxien    |

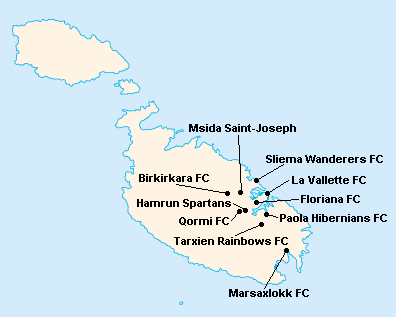
Localisation des clubs engagés dans le championnat.

L'île de Malte étant relativement petite, les clubs évoluent tous au stade National Ta'Qali (17 400 places). Certain cependant ont leur propre enceinte qu'ils peuvent éventuellement utiliser.

## Compétition

### Phase 1

#### Classement
Le classement est établi sur le barème de points classique (victoire à 3 points, match nul à 1, défaite à 0).
Pour départager les égalités, on tient d'abord compte de la différence de buts particulière, puis si la qualification ou la relégation est en jeu, les deux équipes jouent une rencontre d'appui sur terrain neutre.
| Rang | Équipe                  | Pts | J  | G  | N | P  | Bp | Bc | Diff |
| ---- | ----------------------- | --- | -- | -- | - | -- | -- | -- | ---- |
| 1    | Paola Hibernians FC     | 41  | 18 | 13 | 2 | 3  | 49 | 19 | +30  |
| 2    | Valletta FC (T)         | 40  | 18 | 11 | 7 | 0  | 31 | 11 | +20  |
| 3    | Birkirkara FC           | 32  | 18 | 9  | 5 | 4  | 31 | 28 | +3   |
| 4    | Sliema Wanderers FC (C) | 26  | 18 | 7  | 5 | 6  | 24 | 24 | 0    |
| 5    | Floriana FC             | 22  | 18 | 6  | 4 | 8  | 18 | 21 | -3   |
| 6    | Marsaxlokk FC           | 22  | 18 | 6  | 4 | 8  | 28 | 33 | -5   |
| 7    | Msida Saint-Joseph      | 21  | 18 | 6  | 3 | 9  | 20 | 28 | -8   |
| 8    | Hamrun Spartans         | 17  | 18 | 5  | 2 | 11 | 24 | 37 | -13  |
| 9    | Qormi FC (P)            | 15  | 18 | 3  | 6 | 9  | 16 | 26 | -10  |
| 10   | Tarxien Rainbows FC (P) | 14  | 18 | 4  | 2 | 12 | 22 | 36 | -14  |

| Légende : Qualifications et relégations | Légende : Qualifications et relégations                                                  |
| --------------------------------------- | ---------------------------------------------------------------------------------------- |
|                                         | Qualifié pour le tour des champions                                                      |
|                                         | Qualifié pour le tour de relégation                                                      |
|                                         | (T) : Tenant du titre 2007-2008 (P) : Promu 2007-2008 (C) : Vainqueur du Trophée Rothman |

#### Matchs
| Résultats (▼dom., ►ext.)                                   | Bir | Flo | Hib | Ham | Mar | Msi | Qor  | Sli | Tar | Val |
| Birkirkara FC                                              |     | 0-1 | 0-6 | 3-2 | 2-3 | 2-0 | 1-1  | 4-2 | 1-0 | 2-2 |
| Floriana FC                                                | 1-2 |     | 2-1 | 0-0 | 3-1 | 0-1 | 0-22 | 0-0 | 3-1 | 0-1 |
| Paola Hibernians FC                                        | 3-2 | 1-1 |     | 1-0 | 4-1 | 5-1 | 3-0  | 2-3 | 2-0 | 1-1 |
| Hamrun Spartans                                            | 0-1 | 0-1 | 1-4 |     | 4-3 | 1-0 | 3-2  | 0-2 | 0-4 | 1-3 |
| Marsaxlokk FC                                              | 1-1 | 2-1 | 2-3 | 4-2 |     | 2-1 | 1-1  | 1-2 | 2-1 | 0-1 |
| Msida Saint-Joseph                                         | 2-2 | 4-1 | 0-2 | 3-2 | 1-1 |     | 1-1  | 0-3 | 1-0 | 0-2 |
| Qormi FC                                                   | 0-1 | 0-0 | 1-3 | 1-4 | 1-3 | 0-1 |      | 1-2 | 1-0 | 0-2 |
| Sliema Wanderers FC                                        | 2-3 | 0-3 | 0-1 | 0-3 | 0-0 | 2-1 | 1-1  |     | 4-2 | 1-1 |
| Tarxien Rainbows FC                                        | 1-3 | 3-0 | 2-7 | 1-1 | 3-1 | 0-2 | 0-3  | 1-0 |     | 1-3 |
| Valletta FC                                                | 1-1 | 2-1 | 2-0 | 4-0 | 2-0 | 2-1 | 0-0  | 0-0 | 2-2 |     |
| - Victoire à domicile - Match nul - Victoire à l'extérieur |     |     |     |     |     |     |      |     |     |     |

### Phase 2

#### Classement
Les classements sont basés sur le barème de points classique (victoire à 3 points, match nul à 1, défaite à 0).
Les équipes gardent également une partie des points qu'elles ont acquis lors de la première phase.
Pour départager les égalités, on tient d'abord compte de la différence de buts particulière, puis si la qualification ou la relégation est en jeu, les deux équipes jouent une rencontre d'appui sur terrain neutre.
| Rang | Équipe                  | Pts | J  | G  | N | P  | Bp | Bc | Diff |
| ---- | ----------------------- | --- | -- | -- | - | -- | -- | -- | ---- |
| 1    | Paola Hibernians FC     | 42  | 28 | 19 | 5 | 4  | 73 | 25 | +48  |
| 2    | Valletta FC (T)         | 40  | 28 | 17 | 9 | 2  | 50 | 18 | +32  |
| 3    | Birkirkara FC           | 27  | 28 | 12 | 7 | 9  | 43 | 45 | -2   |
| 4    | Marsaxlokk FC           | 23  | 28 | 10 | 6 | 12 | 46 | 52 | -6   |
| 5    | Sliema Wanderers FC (C) | 27  | 28 | 10 | 8 | 10 | 33 | 41 | -8   |
| 6    | Floriana FC             | 16  | 28 | 7  | 6 | 15 | 25 | 44 | -19  |

| Rang | Équipe                  | Pts | J  | G | N | P  | Bp | Bc | Diff |
| ---- | ----------------------- | --- | -- | - | - | -- | -- | -- | ---- |
| 7    | Qormi FC (P)            | 20  | 24 | 7 | 6 | 11 | 30 | 31 | -1   |
| 8    | Tarxien Rainbows FC (P) | 16  | 24 | 6 | 5 | 13 | 32 | 44 | -12  |
| 9    | Msida Saint-Joseph      | 16  | 24 | 7 | 5 | 12 | 25 | 40 | -15  |
| 10   | Hamrun Spartans         | 16  | 24 | 7 | 3 | 14 | 31 | 48 | -17  |

| Légende : Qualifications et relégations | Légende : Qualifications et relégations                                                     |
| --------------------------------------- | ------------------------------------------------------------------------------------------- |
|                                         | Ligue des champions de l'UEFA 2009-2010 (1er Tour de qualification des champions)           |
|                                         | Ligue Europa 2009-2010 (2e Tour de qualification)                                           |
|                                         | Ligue Europa 2009-2010 (1er Tour de qualification)                                          |
|                                         | Relégation en First Division Maltaise                                                       |
|                                         | (T) : Tenant du titre 2007-2008 (P) : Promu en 2007-2008 (C) : Vainqueur du Trophée Rothman |

#### Matchs
| Résultats (▼dom., ►ext.)                                   | Bir | Flo | Hib | Mar | Sli | Val |
| Birkirkara FC                                              |     | 3-1 | 0-4 | 1-2 | 0-0 | 3-1 |
| Floriana FC                                                | 0-2 |     | 0-2 | 2-1 | 1-1 | 0-2 |
| Paola Hibernians FC                                        | 2-0 | 4-1 |     | 2-2 | 0-0 | 0-0 |
| Marsaxlokk FC                                              | 2-2 | 5-2 | 1-4 |     | 0-3 | 0-1 |
| Sliema Wanderers FC                                        | 1-0 | 3-0 | 0-5 | 1-3 |     | 0-3 |
| Valletta FC                                                | 4-1 | 0-0 | 2-1 | 1-2 | 5-0 |     |
| - Victoire à domicile - Match nul - Victoire à l'extérieur |     |     |     |     |     |     |

| Résultats (▼dom., ►ext.)                                   | Ham | Msi | Qor | Tar |
| Hamrun Spartans                                            |     | 3-0 | 0-2 | 1-1 |
| Msida Saint-Joseph                                         | 2-0 |     | 0-5 | 2-2 |
| Qormi FC                                                   | 1-2 | 2-1 |     | 2-1 |
| Tarxien Rainbows FC                                        | 5-1 | 0-0 | 0-3 |     |
| - Victoire à domicile - Match nul - Victoire à l'extérieur |     |     |     |     |

## Bilan de la saison
| Tableau d'Honneur       |                     |
| Compétition             | Vainqueur           |
| Premier League Maltaise | Paola Hibernians FC |
| Trophée Rothman         | Sliema Wanderers FC |
| Supercoupe de Malte     | Valletta FC         |

| Qualifications européennes 2009-2010    |                           |
| Ligue des champions                     | Qualifiés                 |
| 1er tour de qualification des champions | Paola Hibernians FC       |
| Ligue Europa                            | Qualifiés                 |
| 2e tour de qualification                | Sliema Wanderers FC       |
| 1er tour de qualification               | Valletta FC Birkirkara FC |

| Promotions et relégations           |                                       |
| Relégués en First Division Maltaise | Hamrun Spartans Msida Saint-Joseph    |
| Promus de First Division Maltaise   | Dingli Swallows (en) Vittoriosa Stars |